# 奥田みき
奥田 みき（おくだ みき）は日本のイラストレーター、画家。東京都出身。神楽坂で生まれ育ち、江戸川区小岩在住。

## 来歴
東洋美術学校グラフィックデザイン科卒業。文具メーカーのデザイナーを経て1990年からイラストレーターとして活動をはじめる。
幻想的な作風で「西洋幻想画」と「和テイスト」の2つの画風を描く。スピリチュアルや仏画を題材にした作品が多く、ファンタジー小説の装丁やオラクルカードイラスト、企業カレンダー等を手掛けている。
2017年、「第7回創作表現者展・北見隆賞」受賞。
International Tarot Foundation（国際タロット財団）主催2022 CARTA Awards、「日本の密教カード」海外版審査員部門・準優勝

## 著作
- 『ファンタジーイラストレーション、スーパーテクニック』(マール社、1998年)
- 『幸福招く天使を描こう』(廣済堂出版、2012年）
- 『エンジェルプリズムカード』(エンジェラート、2016年）
- 『大人の塗絵 美しい仏画編』(河出書房新社、2018年）
- 『大人の塗絵 神獣と縁起物編』(河出書房新社、2018年）
- 『大人の塗絵 ヨーロッパの民族衣装編』(河出書房新社、2019年）
- 『日本の密教カード』(ヴィジョナリー・カンパニー、2019年）
- 『塗り絵でまなぶ美しい仏画 塗りながら仏さまの知識が深まる』(ホビージャパン、2020年）
- 『エターナルオラクルカード』（ヴィジョナリー・カンパニー 2021年）

## 装画
- 『女騎士・アランナ』シリーズ(タモラ・ピアス著、PHP研究所、2003年）全4巻
- 『ファーシーアの一族』シリーズ(ロビン・ホブ著、創元推理文庫、2004年-2006年）全6巻
- 『メルヘンムーン』(ヴォルフガング・ホールバイン著、評論社、2005年）
- 『メドレヴィング 地底からの小さな訪問者』(キルステン・ボイエ著、三修社、2006年）
- 『ナルニア国物語の謎 アスランの秘密』(ぶんか社、2006年）
- 『アリーの物語』シリーズ(タモラ・ピアス著、PHP研究所、2007年）全4巻
- 『ロビン・フッドの冒険』(ハワード・パイル著、ポプラ社、2007年）
- 『天使体験 ガーディアンエンジェルとの出会い』(ドリーン・バーチュー著、ベストセラーズ、2008年）